# مینگو جانکشن (اهایو)
مینگو جانکشن (به انگلیسی: Mingo Junction) یک روستا در ایالات متحده آمریکا است که در شهرستان جفرسون، اوهایو واقع شده‌است. مینگو جانکشن ۷٫۴۱ کیلومتر مربع مساحت و ۳٬۴۵۴ نفر جمعیت دارد و ۲۴۳ متر بالاتر از سطح دریا واقع شده‌است.